# Dudon de Saint-Quentin
Dudo o Dudon de Saint-Quentin (en francés: Dudon de Saint-Quentin) (Vermandois, c. 960/965-1026) fue un religioso y cronista medieval francés recordado por haber escrito una obra sobre los normandos a principios del siglo XI.

## Elementos biográficos
La biografía del personaje es poco conocida debido a la falta de fuentes. Nació en el Vermandois hacia 960-965. Estudiante de Gerberto de Aurillac (el futuro papa Silvestre II) en Reims, integró el capítulo de la colegiata de Saint-Quentin, en la homónima ciudad de Saint-Quentin (hoy departamento de Aisne, Alta Francia). Poco después de 987, el conde Adalberto I de Vermandois envió al canónigo en embajada a Ricardo I, duque de Normandía para obtener apoyo frente a Hugo Capeto. Dudo parece haber sido apreciado por la corte normanda y fue convencido para que residiera en el ducado. Ricardo I le cedió dos dominios en el pays de Caux y le encargó una historia de los normandos, una obra que será conocida como De moribus et actis primorum Normanniae ducum. Interrumpida a la muerte del duque, fue continuada bajo el gobierno de su hijo Ricardo II. Fue Ricardo II quien le nombró capellán de la corte. Decano de la colegiata de San Quentin, murió antes de 1043.

## De moribus et actis primorum Normanniae ducum
El personaje de Dudo está unido a una obra que ahora se conoce como De moribus et actis primorum Normanniae ducum («Costumbres y hechos de los primeros duques de Normandía»), un título que debe preferirse al título que aparece en varios manuscritos Historia Normannorum («Historia de los normandos»). Es una historia que fue encargada por el duque Ricardo I de Normandía, al final del siglo X. A la muerte del príncipe en 996, sus hijos Ricardo II y Roberto el Danés le solicitaron que continuara su trabajo. Los historiadores admiten tradicionalmente que la redacción del libro se haría entre 1015 y 1026, fecha de la muerte de Ricardo II, pero el estudio del manuscrito invita a considerar la existencia de una primera versión anterior (años 990).

### Contenido
Dudo de Saint-Quentin cuenta la historia de los normandos desde 852 hasta la muerte del duque Ricardo I en 996. Encargo de la corte normanda, la historia tiende a una apología del pueblo normando y de la joven dinastía ducal. Los orígenes y los actos de los primeros duques son exaltados.
La obra se organiza principalmente en cuatro biografías:
- Hasting, el vikingo primitivo, cruel, pagano y bárbaro;
- Rollon, el vikingo que se convirtió al cristianismo y fue el primer gobernante de Normandía;
- Guillermo Larga-Espada, su hijo, un mártir de la dinastía;
- Ricardo I, duque de Normandía, hijo del anterior, figura del príncipe ideal.

Dudo escribió en prosa, pero insertó regularmente poemas. Se trataba de mostrar su dominio de la retórica latina. Aunque tenía conocimiento de Virgilio y de Tito Livio, su estilo era afectado y obscuro.
Sus fuentes son tanto orales como escritas. Presente en la corte ducal, el canónigo de Saint-Quentin se beneficiaba de testimonios de personajes de primera mano, entre ellos Gunnora de Crepon, esposa de Ricardo I, y de Raoul d'Ivry, hijo de Asperleng de Pîtres y de Sprota, quien fue concubina de Guillermo I de Normandía. También se basó en los Annales de Flodoardo, en los de Saint-Vaast y en los Annales Bertiniani. La obra está dedicada a Adalbéron, obispo de Laon y, por tanto, superior del canónigo de Saint-Quentin.

### Críticas y rehabilitación
Los cronistas de la Edad Media, como Guillermo de Jumièges, Wace, Robert de Torigni, Guillermo de Poitiers y Hugues de Fleury, han recurrido ampliamente al De Moribus... al compilar sus propias crónicas.
En el siglo XIX, historiadores alemanes como Ernst Dümmler o Georg Waitz han despreciado el De Moribus..., juzgándolo poco fiable, mientras que otras autoridades, como Jules Lair o Johannes Steenstrup, consideraron, sin negar la presencia de la leyenda, el valor de esta obra como considerable para la historia de los normandos. La crítica más fuerte provino de Henri Prentout, quien en 1916 publicó un estudio crítico de la obra del canónigo. Dudo fue a sus ojos un fabulador, amante de leyendas y de lo pintoresco. Mal escritor, no sería más que un cortesano encargado de halagar al duque y a su entorno. Un juicio implacable que durante mucho tiempo fue la norma en la historiografía normanda. En 1970, un maestro como Lucien Musset describe De Moribus... como «amplificación teórica increíblemente hueca».
Más recientemente, el profesor de latín medieval Pierre Bouet y los historiadores normandos François Neveux y Pierre Bauduin han rehabilitado al autor, mostrando todo el interés histórico de su obra. Algunos hechos descritos por Dudo han podido ser corroborados por otros documentos. Aun así, hay que ser muy crítico frente a la narración de Dudo.
De moribus... sirve hoy de fuente de múltiples trabajos históricos que se relacionan con conceptos (la frontera), sobre problemáticas (la construcción del mito normando) y sobre la escritura misma de la historia (las referencias antiguas en Dudo).

### Ediciones
La obra de Dudo ha sido publicada por primera vez en 1619 en París por André Duchesne en su historia Historia Normannorum scriptores antiqui. Hay otra edición en la Patrologia Latina, tome CXLI, de Jacques Paul Migne (París, 1844). La versión más utilizada es la de Jules Lair.
- De moribus et actis primorum Normanniae ducum, Éd. Jules Lair, Caen, F. Le Blanc-Hardel, 1865.

- (en francés) Edición original de 1865 digitalizada por Google.

- (en inglés) Traducción inglesa en línea de Felice Lifshitz en el sitio de ORB, The Online Reference Book for Medieval Studies Archivado el 15 de agosto de 2009 en Wayback Machine..
- (en inglés) History of the Normans, éd. E. Christensen, Woodbridge, The Boydell Press, 1998.